# Royaume-Uni au Concours Eurovision de la chanson 2015
Le Royaume-Uni est l'un des quarante pays participants au Concours Eurovision de la chanson 2015, qu se déroule à Vienne, en Autriche. Le pays est représenté par le duo Electro Velvet et leur chanson Still in Love with You, sélectionnés en interne par le diffuseur BBC.

## Sélection
Le diffuseur britannique BBC a annoncé sa participation au Concours 2015 le 9 septembre 2014. Le diffuseur annonce le 7 mars 2015, après une sélection interne, que le duo Electro Velvet représentera le Royaume-Uni au Concours Eurovision de la chanson avec la chanson Still n Love with You, présentée le même jour.

## À l'Eurovision
En tant que membre du Big Five, le Royaume-Uni est qualifié d'office pour la finale du 23 mai 2015. Lors de celle-ci, le pays se classe 24e avec 5 points.